# Église Saint-Pierre de Saint-Pierre-du-Palais
L'église Saint-Pierre est une église située à Saint-Pierre-du-Palais, dans le département français de la Charente-Maritime en région Nouvelle-Aquitaine.

## Historique
L'église est inscrite au titre des monuments historiques par arrêté de 1949.

## Galerie

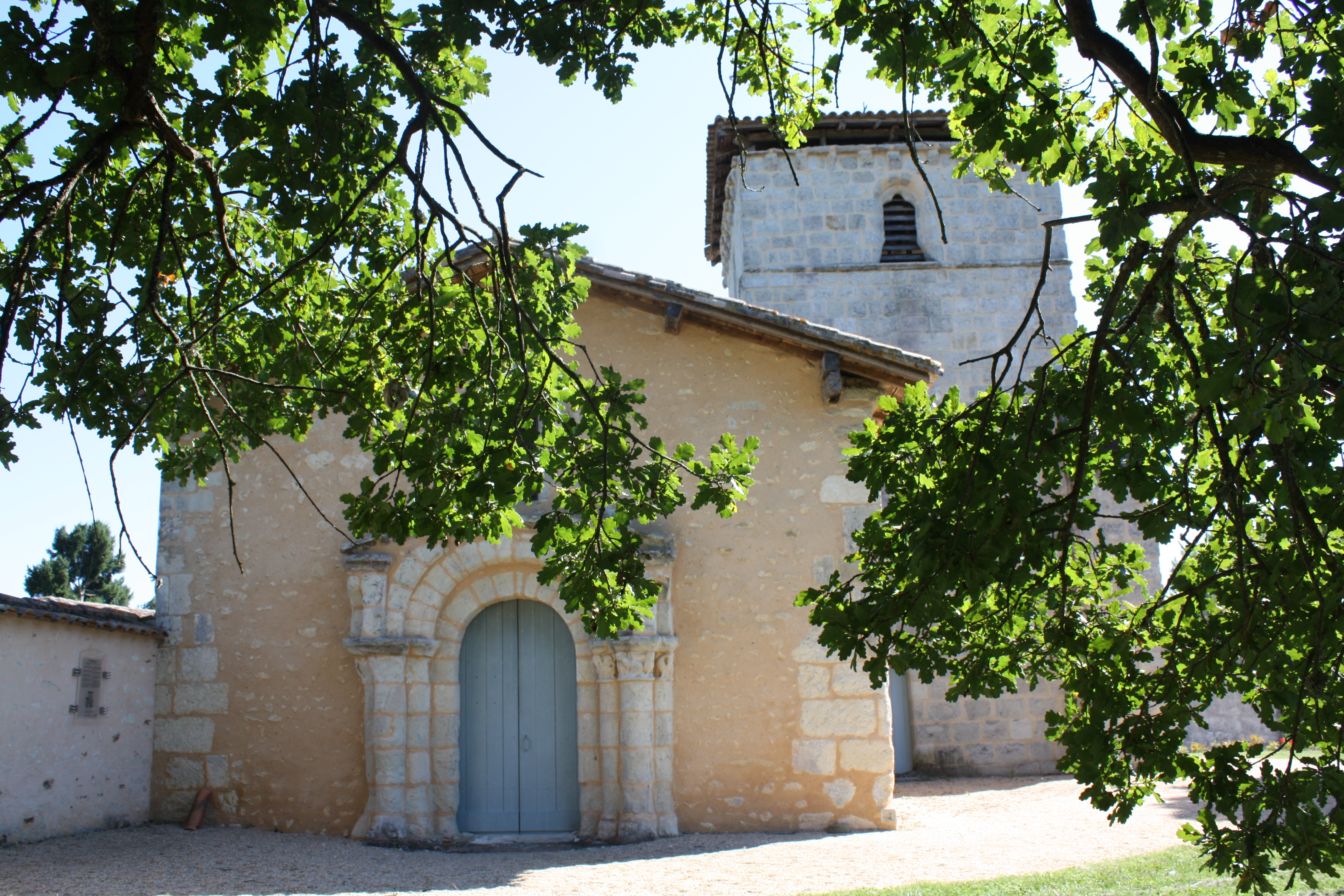
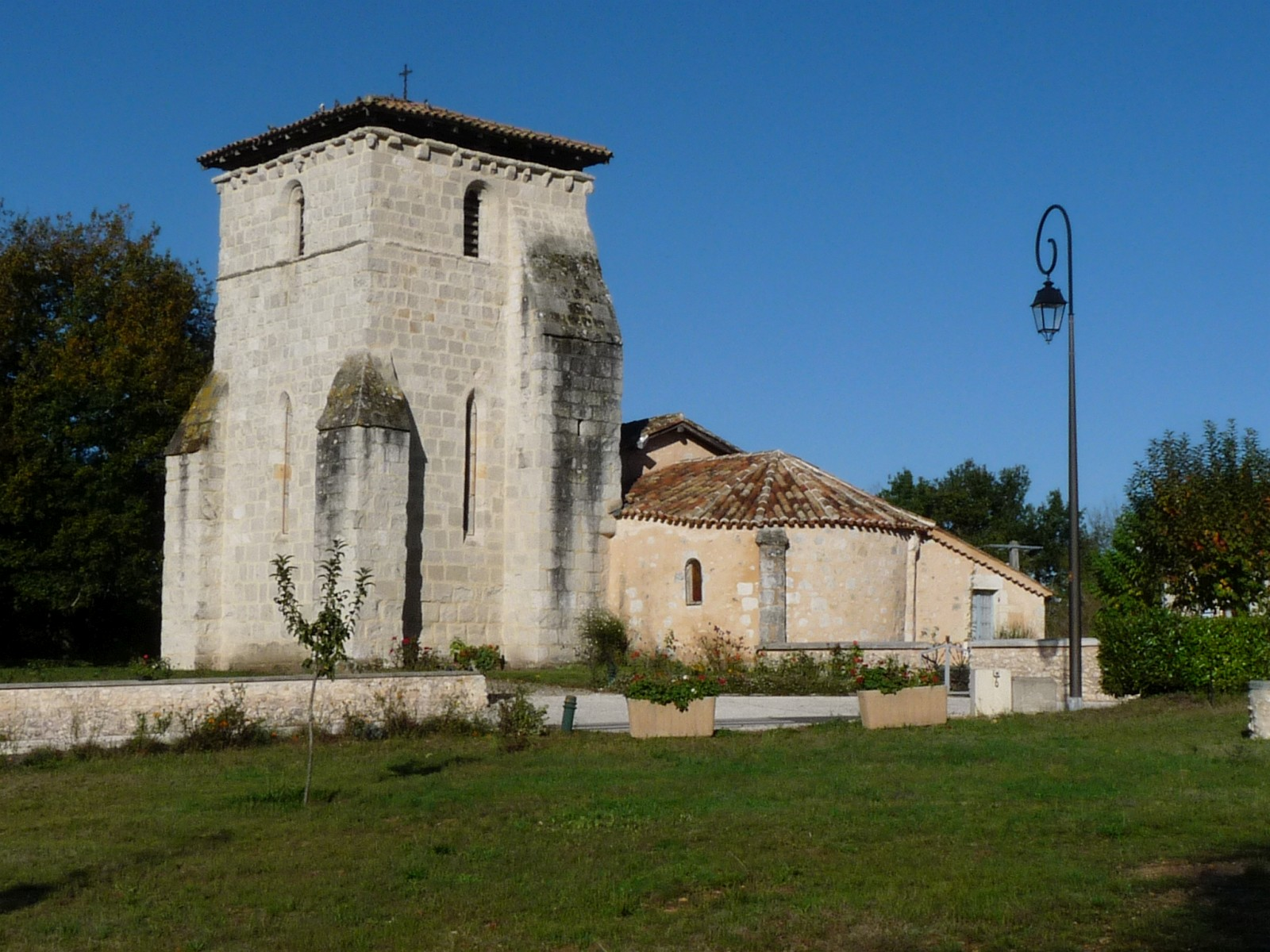
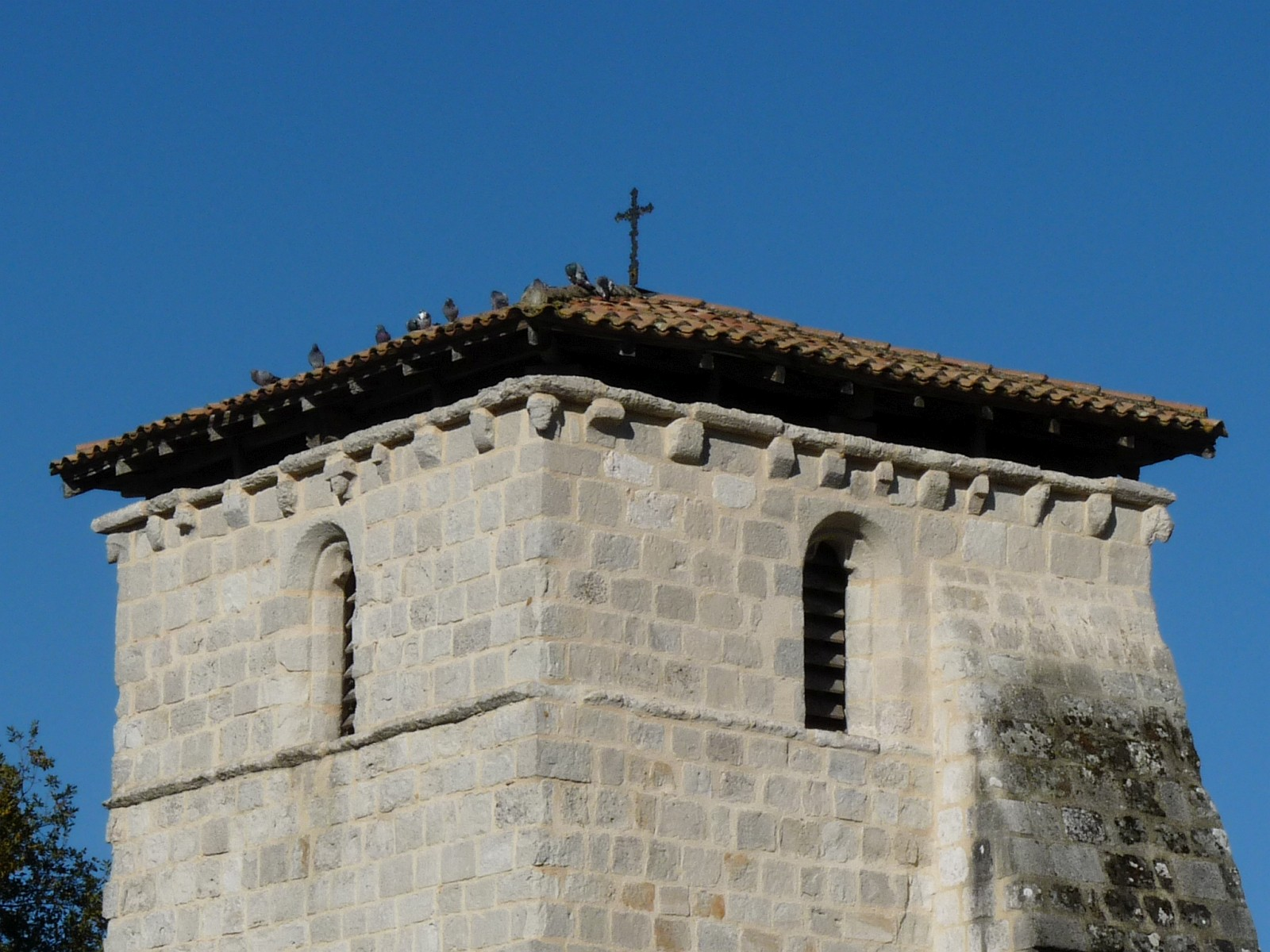
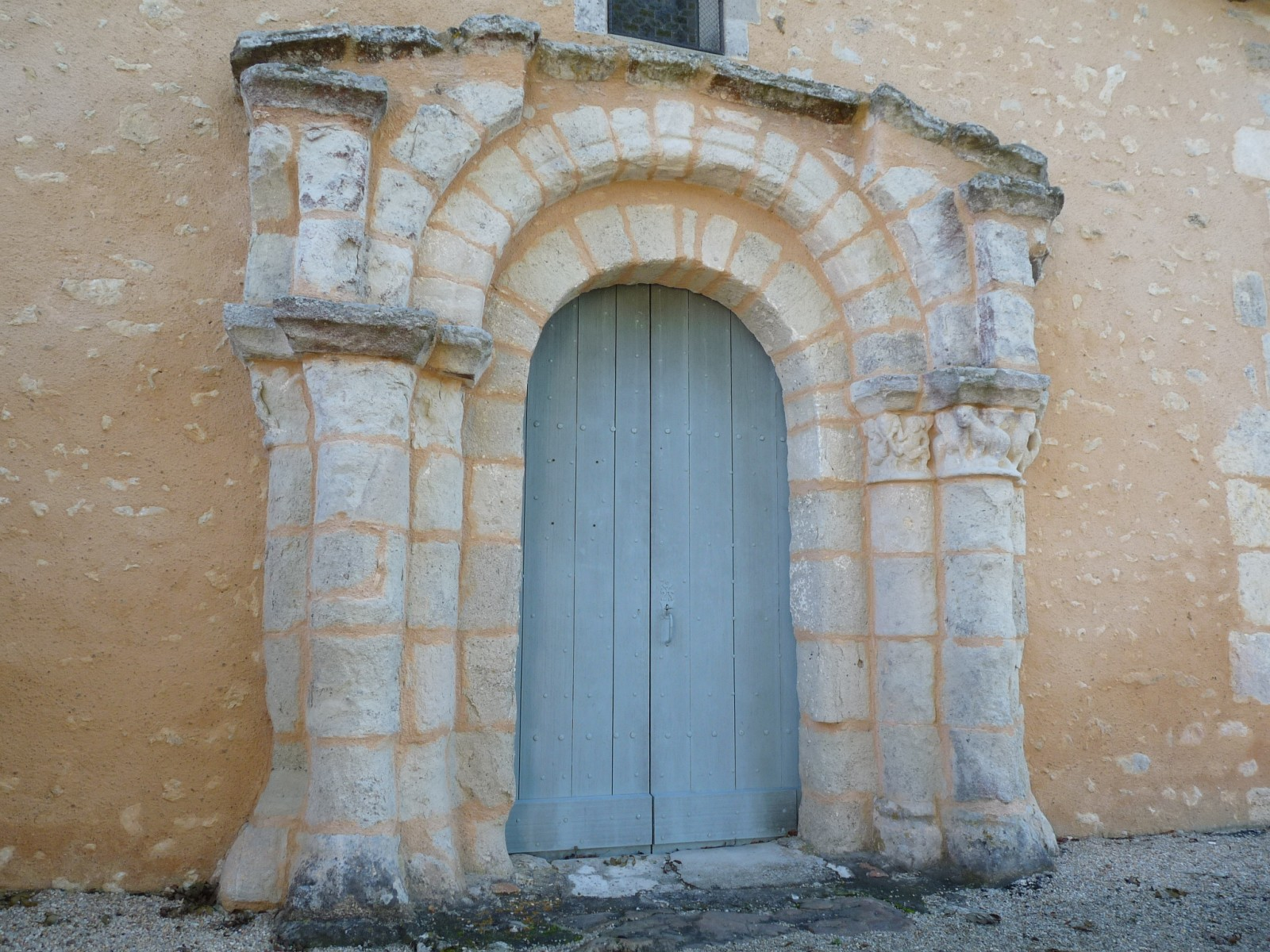
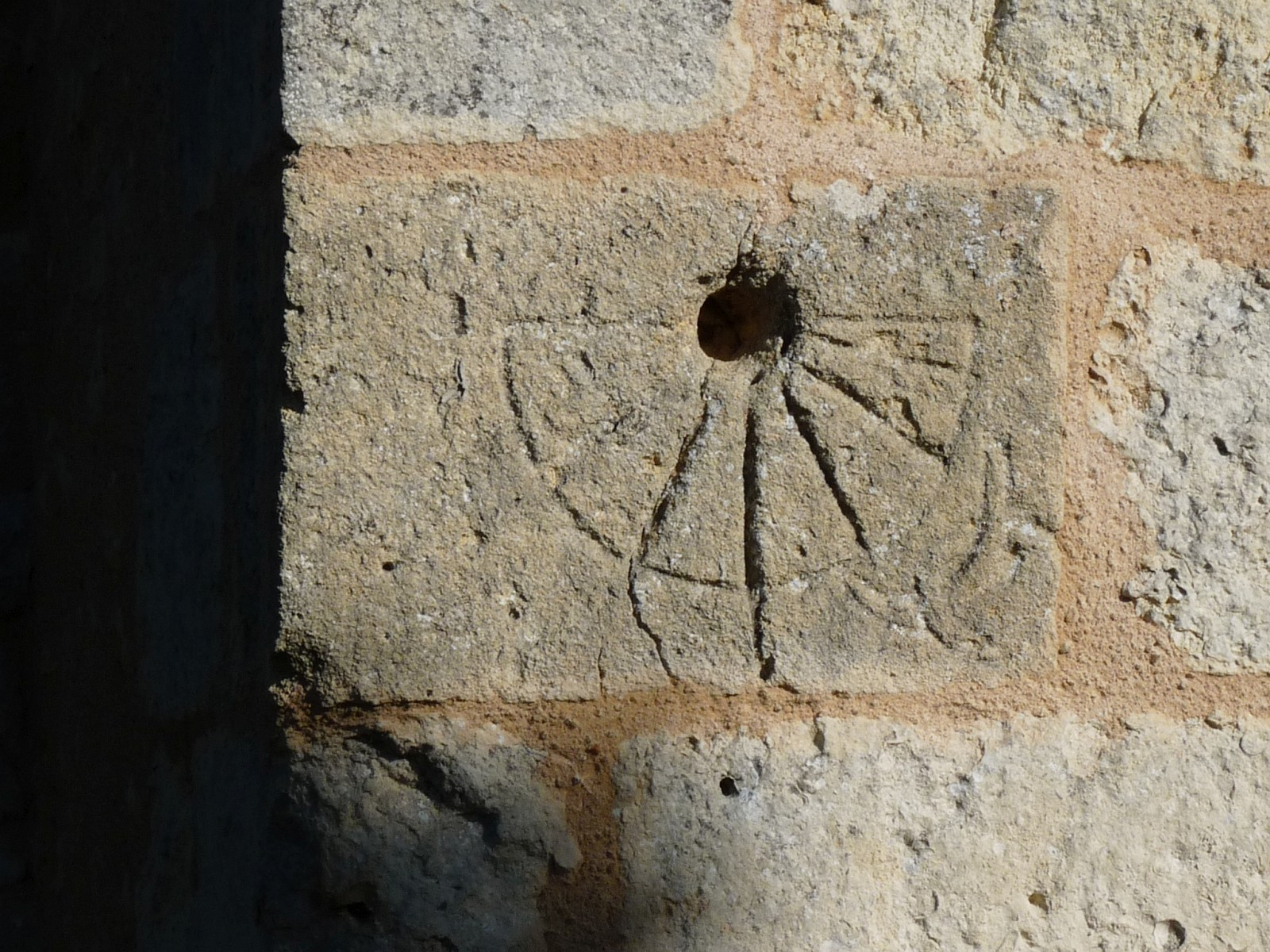
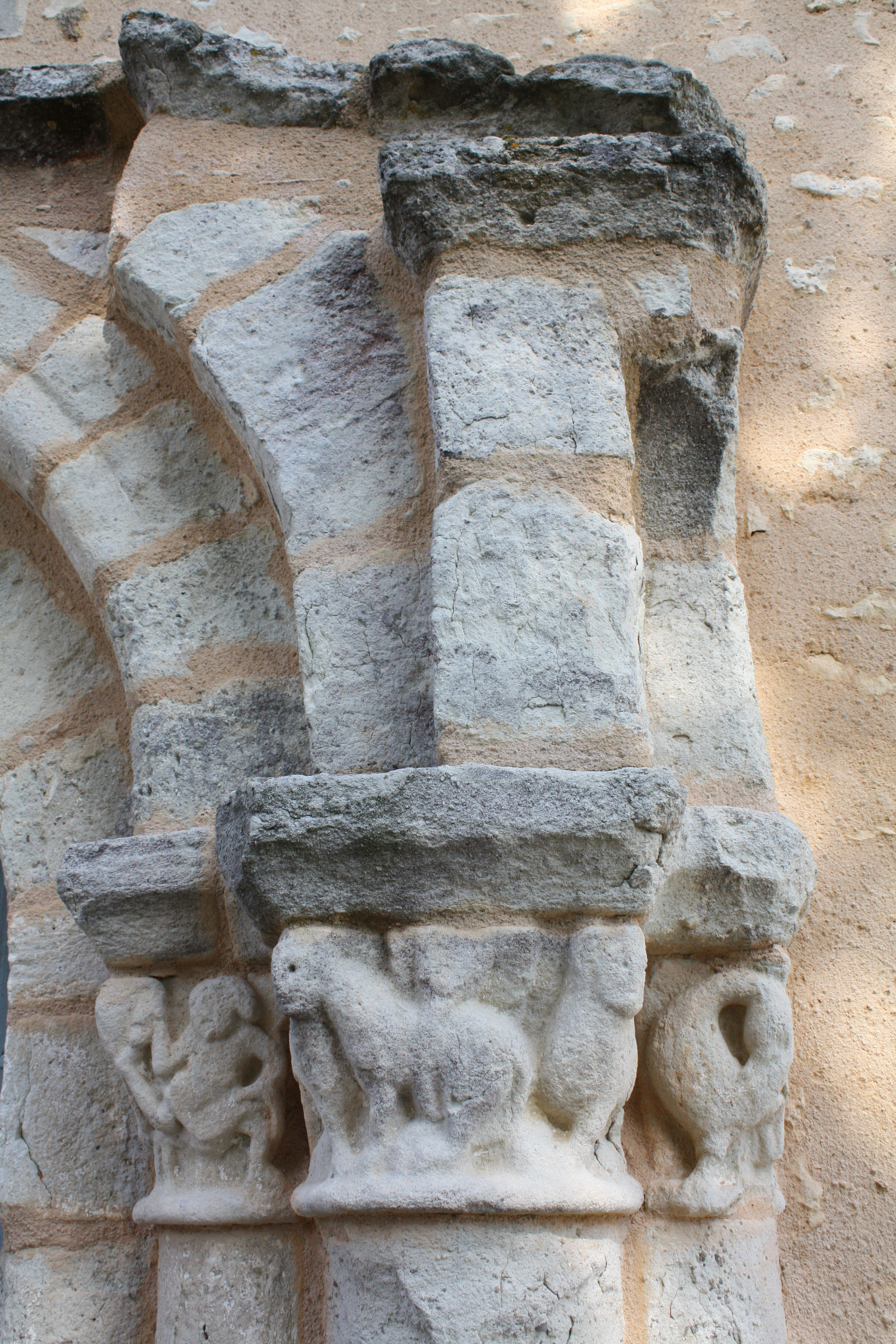